# Hell: The Sequel
Hell: The Sequel (em português Inferno: A Continuação) é o primeiro EP da dupla de hip hop Bad Meets Evil, formado pelos rappers Eminem e Royce da 5'9", lançado em 14 de Junho de 2011 nos Estados Unidos, pela Interscope Records e Shady Records.

## Precedentes e produção
O EP está para ser anunciado há tempos, mais especificamente logo depois do lançamento do single "Nuttin' to Do", de 1999, dentro deste período, Eminem e 5'9" tiveram um grande histórico de colaborações em várias canções ("2.0 Boys", "Session One", "Rock City", "She's the One", "Writer's Block"), porém, no início de 2011 com a entrada do super grupo de rap Slaughterhouse (formado por 5'9", Crooked I, Joe Budden e Joel Ortiz) à Shady Records, o EP foi confirmado.
o EP teve vários vazamentos durante seu percurso até o lançamento, como as faixas "Living Proof", "Echo", "Fast Lane", "I'm on Everything", "Lighters" e "Loud Noises", além disso usou a canção "Fast Lane" como single de promoção. O cover do álbum foi fotografado e composto pelo artista gráfico Danny Hastings, o mesmo que criou as artes da capa dos álbuns The Slim Shady LP de Eminem e Enter the Wu-Tang (36 Chambers) do Wu-Tang Clan. Hatings apresenta em sua obra 5'9" e Matthers sentados em Speakers com discos, com caveiras nas nuvens, além do logo da dupla no centro-superior da imagem.
Hell: the Sequel apresenta produções de Eminem, Supa Dups, Havoc, Sid Roams, Mr. Porter e os companheiros de produção de Bruno Mars, The Smeezingtons, Bangladesh, Battle Roy e DJ Khalil; já nas participações os nomes de Mars,  do super grupo Slaughterhouse, o comediante Mike Epps e a afiliada de Dr. Dre e Eminem e também vocalista dos New Royales (que colaboram na canção "Can't Stop Me Now" de Pitbull e "The One" do Slaughterhouse), Liz Rodriguez.

## Singles
O single (pt.: solteiro, ou seja uma canção realizada autônoma ao álbum) usado para a promoção deste é "Fast Lane", uma canção produzida pelo próprio Eminem e uma produção adicional do produtor Supa Dups, que lançada em 3 de Maio de 2011, é estruturada em uma refrão e duas estrofes longas, divididas em duas partes, uma e primeira cantada por Royce da 5'9" e a outra e segunda em sequência, interpretada por Eminem. O refrão da faixa é cantado, porém não reconhecido, pelo cantor Sly, o mesmo que interpreta trechos na ponte da canção "Kush", de Dr. Dre. O vídeo, ainda não lançado, relaciona os personagens e animações. A canção tem certas polêmicas, pois no seu verso, Eminem cita que tem desejo de praticar sexo anal com a rapper Nicki Minaj, que mesmo sendo em tom irônico pode ser mal-interpretada.

## Listagem das faixas
A listagem de faixas e seus respectivos produtores e participações foram reveladas pelo site Hip Hop Diário.
| N.º            | Título                              | Produtor(es)                         | Duração |  |
| 1.             | "Welcome 2 Hell"                    | Havoc                                | 2:58    |  |
| 2.             | "Fast Lane"                         | Eminem, Supa Dups                    | 4:09    |  |
| 3.             | "The Reunion"                       | Sid Roams                            | 4:50    |  |
| 4.             | "Above the Law"                     | Mr. Porter                           | 3:30    |  |
| 5.             | "I'm on Everything" (com Mike Epps) | Mr. Porter                           | 4:31    |  |
| 6.             | "A Kiss"                            | Bangladesh                           | 4:34    |  |
| 7.             | "Lighters" (com Bruno Mars)         | Eminem, The Smeezingtons, Battle Roy | 5:03    |  |
| 8.             | "Take from Me"                      | Mr. Porter                           | 3:26    |  |
| 9.             | "Loud Noises" (com Slaughterhouse)  | Mr. Porter                           | 4:20    |  |
| Duração total: | Duração total:                      | Duração total:                       | 37:18   |  |

| Faixas adicionais da versão de Luxo |                            |                |         |  |
| N.º                                 | Título                     | Produtor(es)   | Duração |  |
| 10.                                 | "Living Proof"             | Mr. Porter     | 3:55    |  |
| 11.                                 | "Echo" (com Liz Rodriguez) | DJ Khalil      | 4:55    |  |
| Duração total:                      | Duração total:             | Duração total: | 46:07   |  |

## Desempenho nas paradas
| Posições (2011)                                    | Melhores posições |
| -------------------------------------------------- | ----------------- |
| Austrália (ARIA Albums Chart)                      | 3                 |
| Irlanda (Irish Albums Chart)                       | 15                |
| Itália (FIMI)                                      | 72                |
| Holanda (MegaCharts)                               | 25                |
| Nova Zelândia (Albums Chart)                       | 15                |
| Suíça (Swiss Albums Chart)                         | 5                 |
| Tailândia (Taiwanese Albums Char)t                 | 14                |
| Reino Unido (UK Albums Chart)                      | 7                 |
| Estados Unidos (Billboard 200)                     | 1                 |
| Estados Unidos (Billboard Tastemaker Albums Chart) | 1                 |
| Estados Unidos (Billboard Top R&B/Hip-Hop Albums)  | 1                 |
| Estados Unidos (Billboard Top Rap Albums)          | 1                 |

| Posições (2011)                               | Posição |
| --------------------------------------------- | ------- |
| Canadá (Canadian Albums Chart)                | 17      |
| Estados Unidos (Billboard 200)                | 41      |
| Estados Unidos (Billboard R&B/Hip-Hop Albums) | 11      |
| Suíça (Swiss Albums Chart)                    | 89      |

## Histórico de lançamento
| País           | Data                | Formato              | Gravadora                         |
| -------------- | ------------------- | -------------------- | --------------------------------- |
| Alemanha       | 13 de junho de 2011 | CD, Download digital | Universal Music                   |
| Reino Unido    | 13 de junho de 2011 | CD, Download digital | Shady Records, Interscope Records |
| Estados Unidos | 14 de junho de 2011 | CD, Download digital | Shady Records, Interscope Records |
| Austrália      | 17 de junho de 2011 | CD, Download digital | Universal Music                   |
| Holanda        | 17 de junho de 2011 | CD, Download digital | Universal Music                   |
| Japão          | 22 de junho de 2011 | CD, Download digital | Universal Music                   |
| Brasil         | 12 de julho de 2011 | CD, Download digital | Universal Music                   |
| Polónia        | 24 de julho de 2011 | CD, Download digital | Universal Music                   |